# Фуруя, Павел Ёсиюки
Павел Ёсиюки Фуруя (9.02.1900 г., Япония — 2.02.1991 г., Киото, Япония) — католический прелат, епископ Киото с 12 июля 1951 года по 8 июля 1976 год.

## Биография
1 июля 1928 года Павел Ёсиюки Фуруя был рукоположён в священника. 13 декабря 1945 года Святой Престол назначил Павла Ёсиюки Фурую префектом Киото.
12 июля 1951 года Римский папа Пий XII назначил Павла Ёсиюки Фурую епископом Киото. 21 сентября 1951 года состоялось рукоположение Павла Ёсиюки Фурую в епископа, которое совершил апостольский делегат в Японии титулярный архиепископ Палтуса Максимильен де Фюрстенберг в сослужении с архиепископом Токио Петром Тацуо Дои и епископом Нагасаки Павлом Айдзиро Ямагути.
Участвовал в работе I, II, III и IV сессиях Второго Ватиканского собора.
8 июля 1976 года Павел Ёсиюки Фуруя вышел в отставку. Скончался 2 февраля 1991 года в Киото.